# بي. تي. أجاي موهان
بي. تي. أجاي موهان هو سياسي هندي، ولد في 10 مايو 1965 في بوناني في الهند. نشط حزبياً في المؤتمر الوطني الهندي.